# 鄭南国
鄭 南国（チョン・ナムグク、朝鮮語: 정남국/鄭南國、1896年 - 1955年6月19日）は、日本統治時代の朝鮮の青年運動家、労農運動家、大韓民国の政治家。第2代韓国国会議員。
鄭 南局（読み、ハングル同じ）とも表記される。

## 経歴
全羅南道莞島郡所安面出身。日本大学（旧制）大学部法律学科併設政治学科中退。倍達青年会副会長、全羅南道労農連盟常任委員、朝鮮総督暴治反対同盟闘争委員、民主国民党莞島郡党宣伝部長などを務めた。特に小作農事件により木浦と光州の刑務所で1年6か月、光武事件により6か月、朝鮮共産党事件により新義州と平壌で4年、三神鉄道盟罷事件により1年、東洋紡織罷業事件により6か月など、前後10余年間が監獄で過ごした。
1950年の第2代総選挙に莞島郡選挙区から民主国民党所属で立候補して当選したが、1953年7月に離党した。
1955年6月19日に莞島郡の自宅で死去。